# 黃建成
黃建成（1936年—2005年6月12日），臺灣街頭小販，長年於臺北市大安區師大附中後門販售價廉物美的蛋餅，被師生稱為「蛋餅伯」。

## 生平

### 賣餅
黃建成為1936年出生三峽，僅小學學歷，在空軍服役時期間學習作麵食。1964年起，他先在大安高工附近賣一個新台幣1元的蛋餅，不久轉往師大附中附近，原來的攤位是在師大附中前門靠近美國在台協會處。
黃建成住在約十坪大小的土地銀行宿舍，在台北的親人只有姊姊一家，每天他早上五點出門，先為一些早到的學生提供早餐，上午十一點收攤休息，下午一點半再出來營業，一直到晚間七、八點才推車回家，與附中學生密不可分。許多同學不知道其姓名，而以「蛋餅伯」稱之。
早於1970年，師大附中學生孫文先投書，攤販會隨來師大附中操場運動的市民進來，甚至將攤子擺在校園，使得學校亂如同市場、妨害學生上課，還會聯合毆打驅趕的校方。在師大附中整頓起前門口攤販時，黃建成受到全校師生請願聲，因能在後門口繼續擺攤。1980年代末，他曾中風，後來依然重返附中後門。

### 食評
師大附中學生形容黃建成的蛋餅和市面上所見並不相同，帶有濃濃麵粉香，內含脆香的蘿蔔絲，外包一顆油亮的荷包蛋，再刷上一層紅色甜醬。為使皮酥內軟而以手工揉麵蛋餅，手工處理就有七道作業程序，可選「兩餅夾一蛋」或「兩蛋夾一餅」，特別的是包裝用學生考過的考試卷。
新生除會被學長告知蛋餅伯的蛋餅便宜又好吃外，多數所吃的第一片蛋餅都是學長請。這些蛋餅謂為「串聯附中生活與情感交流的共同貨幣」，是游泳課後的恢復品、教師請表現好的全班獎勵、學生追女孩子的下注籌碼、生日的宴客物、犯規的罰款等。

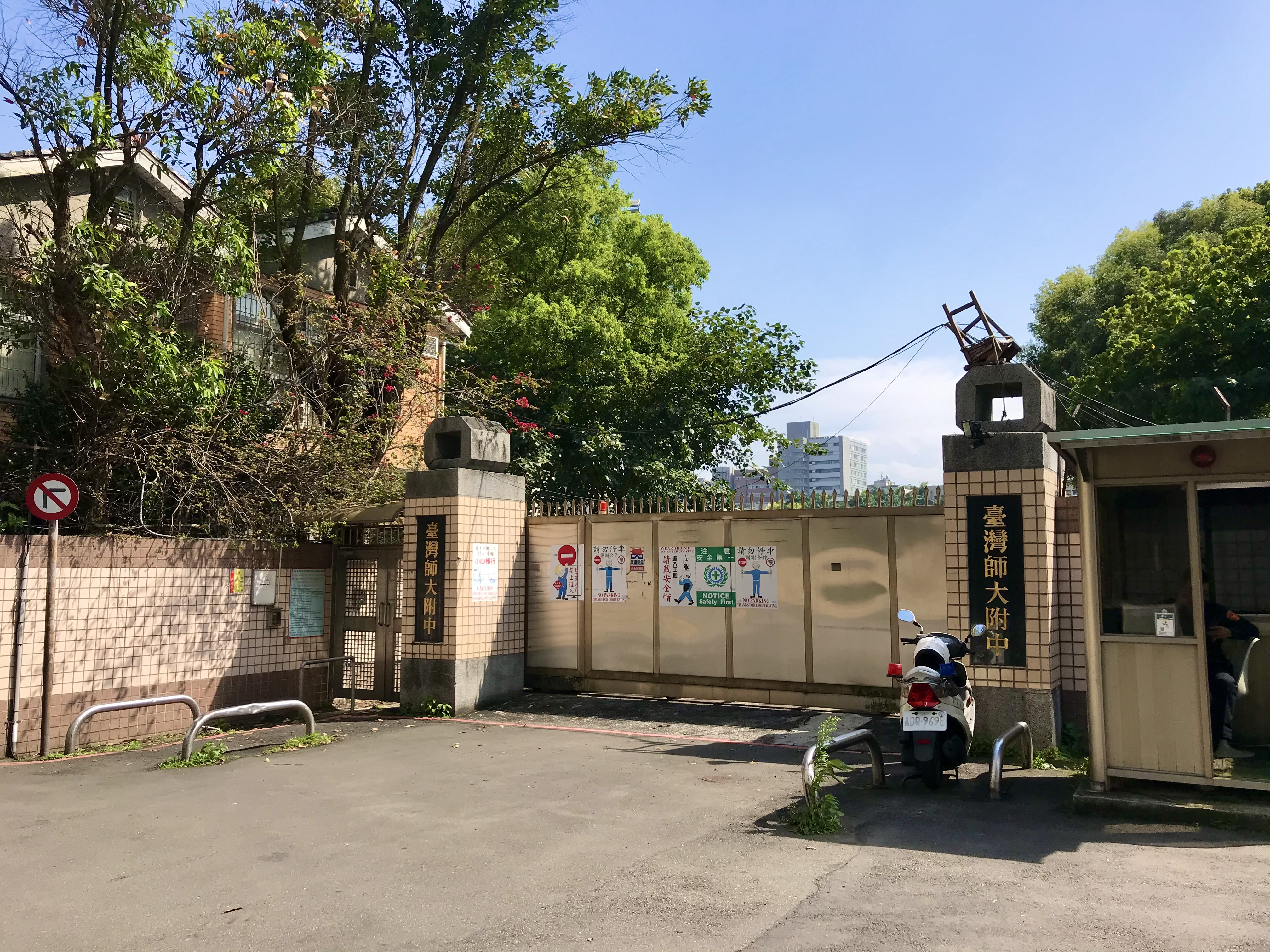
師大附中後門

### 互動
學生說吃蛋餅的滿足，不僅限於嘴巴，而是樂觀、爽朗的蛋餅伯會和他們聊聊天，並且讓學生自己投錢、找錢，和附中的學習精神不謀而合。蛋餅伯還會為生日的學子，贈上免費又特大號的蛋餅。
1995年畢業的附中學生吳伯佑回憶，他高一時的後門是用鐵皮封住，購買時要從門縫中一手交錢一手交貨，1996年重修後改為柵欄式，買蛋餅同學更為方便。學務主任鄭輝華表示，當蛋餅伯看見有學生從後門爬牆蹺課，便會上前語重心長地規勸說這學校很好、要好好念書才有出息。黃建成自道，賣蛋餅能看著活潑有朝氣的學生，見他們成為有用的人，自己心情也開朗。有學生蹺課買蛋餅，就會受到他責罵。據1983年就來學校服務的女教官王惠蘭回憶，蛋餅伯視學生如自己孩子，除學生可賒帳、還讓學生直接從放錢盒抓錢趕公車。850班校友王坤鵬曾因身上沒錢搭公車及吃晚飯，都是靠蛋餅伯暫時接濟。
師大附中舉行畢業典禮，會邀請蛋餅伯來致詞。學生畢業至詞也會以「哪個學校的蛋餅最好吃」與學弟妹互動。1999年的畢業紀念書包，上面校園地圖有蛋餅伯。王坤鵬自述，許多附中師長已記不起名字及長相，卻對蛋餅伯記憶深刻。政治大學的師大附中校友會，會在母校日請來蛋餅伯。有的校友留學回到臺灣，也到附中後門找蛋餅伯敘舊。

### 退休
黃建成認為社會不安都是為了錢，他賣蛋餅不到最後關頭絕不漲價，是要讓年輕人學習做人道理，因此自1975年起才漲為10元，到2001年則調高到15元。該年5月23日，土地銀行基本放款利率由7.365%調降為7.355%。行產眾多的土地銀行為彌補存放款利差縮水，在大安推出自地自建住宅。黃建成因收入低，導致宿舍被土地銀行收回時，經濟難以在附近居住，無法繼續賣餅。當時1,000班學生蔡宗翰和許多同學奔走求情，甚至希望校方能他進到合作社營業，仍究沒有成功。
2001年10月30日晚，黃建成作完最後一次生意，由就讀高二的蔡宗翰幫忙推攤子，並送一張「永保安康」吉祥語車票。退休後的黃建成搬入友人江俊義在嘉義縣大林鎮溝背里的家裡，靠著政府每月1萬3,500元生活補助金過活，也會與鄰近中正大學的附中校友保持聯繫。
師大附中2003年校慶，校友王鼎鈞到嘉義把黃建成找回來，舉辦一場「戀戀蛋餅伯」活動。當天4月6日，黃建成獲得附中人頒給「終身榮譽附友」時，頻頻點頭稱謝。活動現身之後，黃建成因胃出血住院，由728班校友呂芳儀號召畢業十年的「七二四─七四九班同窗會」校友成立捐款專戶，幾天就募到5萬6,000元。

### 去世
晚年的黃建成常進出醫院，也會拿出自己賣蛋餅的錄影帶觀看。2005年6月12日上午11點時許，同居朋友在廁所發現他時，已因中風休克過世。外甥陳慶祥在整理遺物時，見到附中校慶的採訪錄影帶、新聞剪報等，便於在師大附中網站上留言通知公祭時間。
附中校友總會建置網址為http://memory.hsnu.org的蛋餅伯紀念網站。開站四天就到訪人數破三萬人，留言超過一千則。
6月21日，基隆巿立殯儀館公祭時，黃建成因無子嗣、同輩近親只剩大姊，靈堂冷清，桌上最顯眼的是「終身榮譽附友」榮譽狀，直到下午一時公祭前，穿著附中制服、背書包的校友、師大附中校長譚光鼎、輔導主任伏海如、學務主任鄭輝華及剛退休的女教官王惠蘭紛紛前來。約五十分鐘公祭儀式結束，附中校友五十多人跟著送行到火葬場，此時也下起雨來。由於黃建成曾跟親友說，去世後要跟著老友住在一起，因此骨灰放於台北縣迴龍的榮民靈骨塔。